# Oleksa Hryschtschenko
Oleksa Wassyljowytsch Hryschtschenko (ukrainisch Оле́кса (Олексі́й) Васи́льович Гри́щенко, französisch Alexis Gritchenko; * 2. April 1883 in Krolewez; † 28. Januar 1977 in Vence) war ein ukrainischer Maler, Aquarellist, Schriftsteller und Kunstkritiker. Er war bekannt als Alexis Gritchenko.

## Leben und Wirken
Hryschtschenko studierte Biologie, zunächst an der Kiewer Universität und dann in Moskau. Nach dem Besuch des Kiewer Kunststudios von Serhij Switoslawskyj wandte sich Oleksa der Malerei zu und engagierte sich bald in den modernistischen Bewegungen.
Während eines kurzen Aufenthalts in Paris im Jahr 1911 lernte er André Lhote, Alexander Archipenko und Le Fauconnier kennen und begann sich für den Kubismus zu interessieren. In den 1910er Jahren entwickelte er seine eigene Kunstrichtung „Dynamocolor“, die auf einer Kombination aus den Prinzipien des Kubismus und der Formensprache der Ikone beruht. Hryschtschenko wurde der Posten des Leiters der Tretjakow-Galerie angeboten, er lehnte jedoch ab, weil er beschloss, Russland für immer zu verlassen.
1919 emigrierte Hryschtschenko über die Krim nach Konstantinopel, wo er Hunderte von Aquarellen anfertigte.
Im Jahr 1921 zog er nach Frankreich und ließ sich in Paris und Vence nieder. Neben seiner Mitgliedschaft in der Société des Artistes Indépendants und im Salon d’Automne, wo er mit führenden Künstlern der Pariser Schule verkehrte, war Hryshchenko auch in der Pariser Gruppe ukrainischer Künstler aktiv.
1927 heiratete er Lili Lavelin de Maubeuge und ließ sich in Cagnes-sur-Mer nieder, wo Renoir einst lebte.
1937 fand in Lwiw eine Einzelausstellung von Oleksa Hryschtschenko anlässlich des dreißigjährigen Bestehens seiner künstlerischen Tätigkeit statt.
Seine Bedeutung wurde in der Sowjetunion nie anerkannt, zum einen, weil sein Avantgardismus malerisch und nicht politisch war, und zum anderen, weil das Regime ihn als Verräter betrachtete, weil er das Land verlassen hatte. Infolgedessen wurden seine Leinwände zerschnitten und den Studenten der Moskauer Kunstakademie zum Üben gegeben, und sein Name wurde aus der Kunstgeschichte entfernt.
Hryschtschenko besaß auch ein literarisches Talent und veröffentlichte Aufsätze zur Kunstgeschichte.
Um Hryschtschenkos künstlerisches Erbe zu bewahren, wurde 1958 in New York City die Alexis Gritchenko Foundation gegründet.
Gemäß seinem Testament wurde die Gemäldesammlung von Oleksa Hryschtschenko in die Ukraine zurückgebracht und dem Nationalen Kunstmuseum in Kiew übergeben.

## Veröffentlichungen (Auswahl)
- О связях русской живописи с Византией и Западом. // Über die Beziehungen der russischen Malerei zu Byzanz und dem Westen. Moskau 1913 (russisch)
- Русская икона как искусство живописи. // Die russische Ikone als Kunst der Malerei. Moskau 1917 (russisch)[10]
- L'Ukraine de mes jours bleus. //  Die Ukraine – das Märchenland meiner Jugend. München 1958 (französisch)

- Deux ans a Constantinople. Journal d'un peintre 1919-1921.  // Oleksa Hryshchenko. Meine Jahre in Zargrad. 1919-1921. Paris 1961 (französisch)
- Мої зустрічі і розмови з французькими мистцями. // Meine Begegnungen und Gespräche mit französischen Künstlern. Alexis Gritchenko Foundation,  New York 1962 (ukrainisch)
- Роки бурі і натиску. // Jahre des Sturms und des Druckes. 1967 (ukrainisch)